# Hamas en Irak
Ne doit pas être confondu avec Hamas ou Mouvement de la société pour la paix.
Le Hamas en Irak  (arabe : حماس العراق, Ḥamās al-‘Irāq) est une milice sunnite basée en Irak, créée par Les brigades de la révolution de 1920. Il n'est pas lié au Hamas de Palestine.

## Fondation
Le groupe a été créé en Irak le 18 mars 2007 par les Brigades de la révolution de 1920. Ces mêmes brigades rompent leur lien avec ce groupe à cause d'accusations de coopération avec l'armée américaine.
Contrairement à ce que son nom laisse supposer, ce groupe n'a pas de lien avec le Hamas palestinien opérant contre Israël. Le Hamas palestinien quoique sunnite dépend matériellement de l'Iran, chiite. Le Hamas en Irak s'oppose aux chiites irakiens, soutenus par l'Iran.

## Idéologie
Le Hamas d'Irak est islamiste sunnite et nationaliste.